# یوری کاسپاروف
یوری کاسپاروف (روسی: Юрий Серге́евич Каспа́ров؛ زادهٔ ۸ ژوئن ۱۹۵۵) آهنگساز و مربی موسیقی ارمنی تبار اهل روسیه است که در کنسرواتوار دولتی چایکوفسکی مسکو تدریس می‌کند.

## زندگی‌نامه
وی در ۸ ژوئن ۱۹۵۵ در مسکو به دنیا آمد و در سال ۱۹۷۸ از انستیتو مهندسی انرژی مسکو فارغ‌التحصیل شد. وی همچنین برندهٔ جوایزی همچون شده‌است.